# Keith Harvey Miller
Pour les articles homonymes, voir Miller.
Keith Harvey Miller, né le 1er mars 1925 à Seattle et mort le 2 mars 2019 à Anchorage, est un homme politique américain, membre du Parti républicain. 
Élu secrétaire d'État de l'Alaska en 1966, il devient gouverneur le 29 janvier 1969 après la démission de Walter Hickel dont il achève le mandat en décembre 1970.

## Biographie
Miller est né à Seattle, État de Washington. Il a fait ses études à l'Université de Washington à Seattle. 
Il s'installe à Talkeetna, en Alaska, en 1946. Il a exercé les fonctions de secrétaire d'État de l'Alaska en tant que lieutenant-gouverneur de l'État jusqu'en 1970, date à laquelle Walter Hickel a démissionné de ses fonctions de secrétaire de l'Intérieur des États-Unis sous la présidence de Richard M. Nixon, le 29 janvier 1969. Sous le gouverneur Miller, l'Alaska a finalisé la vente de baux fonciers à Prudhoe Bay, ce qui lui a rapporté un gain de 900 millions de dollars. Les fonds provenant des baux pétroliers représentaient sept fois le budget de l'État, et sept ans après sa première proposition d'un fonds d'investissement pour les redevances pétrolières, le gouverneur Jay Hammond avait créé l'Alaska Permanent Fund.
Il a beaucoup fait en faveur de l'oléoduc trans-Alaska. Il a poussé le Congrès à approuver le projet en dépit des objections du juge fédéral George Hart et de la Législature d'État de l'Alaska concernant des fonds pour la construction d'une route menant au champ pétrolifère de Prudhoe Bay. 
En 1970, cherchant à être réélu pour un mandat complet, il a vu sa popularité diminuer, son ancien co-listier à la vice-présidence, Walter Hickel, ayant retardé la délivrance du permis de construction de l'oléoduc. Il a été confronté à Howard Wallace Pollock (en), deux fois membre du Congrès à deux mandats, dans une primaire difficile. Il a battu Pollock, mais a dû faire face à William Allen Egan, premier gouverneur de l'Alaska aux élections générales ; Egan l'a emporté. Ce n’est qu’après la crise pétrolière de 1973 que le Congrès a adopté la loi autorisant l'oléoduc Trans-Alaska demandée par Miller.
En 1974, Miller a été à nouveau candidat au poste de gouverneur dans la primaire républicaine face à Hickel et Jay Hammond ; ce dernier est devenu le candidat du parti.
Miller est décédé d'un cancer du pancréas alors qu'il se trouvait dans un hospice à Anchorage, le lendemain de son 94e anniversaire, le 2 mars 2019.